# نيسان لاتيو
نيسان لاتيو هي سيارة من إنتاج شركة نيسان موتورز.